# Setosynnema isthmosporum
Setosynnema isthmosporum är en svampart som beskrevs av D.E. Shaw & B. Sutton 1985. Setosynnema isthmosporum ingår i släktet Setosynnema, divisionen sporsäcksvampar och riket svampar.   Inga underarter finns listade i Catalogue of Life.